# ジョナサン・ロペス
ジョナサン・ロペス（Jonathan Lopez、2003年5月20日 - ）は、アメリカ合衆国のプロボクサー。ペンシルベニア州出身。

## 来歴

### プロ時代
2020年11月19日、サン・カルロスのマリナテラ・ホテル&スパにて、エドウィン・サルシド・アグエロとスーパーフェザー級4回戦を行い、1回1分24秒KO勝ちを収めプロデビュー戦を白星で飾った。
2020年12月19日、モンテレイのシンダーメックスにて、ブラルトン・ムニョス・ダビラとフェザー級6回戦を行い、1回2分33秒TKO勝ちを収めた。
2021年4月16日、モンテレイのベリテ・ソーシャル・ベニューにて、オマール・サンティラン・マルケスとスーパーフェザー級6回戦を行い、6回判定（59-55 × 2、60-54）の判定勝ちを収めた。
2021年8月14日、オーランドのカリブ・ロイヤル・オーランドにて、ビクトル・サラビアとライト級4回戦を行い、4回判定勝ちを収めた。
2021年10月2日、モンテレイのベリテ・ソーシャル・ベニューにて、ホルへ・アマヤ・ディアスとスーパーフェザー級8回戦を行い、8回判定（80-72、78-74、79-73）の判定勝ちを収めた。
2021年12月18日、サン・ミゲル・デ・アジェンデのエスタディオ・ヘスス・カピ・コレアにて、ホセ・アドルフォ・グラナドスとWBC世界フェザー級ユース王座決定戦を行い、3回1分35秒TKO勝ちを収めた。
2022年6月10日、グアダラハラのドモ・アルカルデにて、ホセ・ゴメス・サラスとスーパーフェザー級6回戦を行い、1回2分57秒TKO勝ちを収めた。
2022年8月13日、グアダラハラのアリーナ・ハリスコにて、アルフレド・ディアス・ミンハレスとスーパーフェザー級8回戦を行い、2回2分9秒TKO勝ちを収めた。
2022年10月22日、メキシコシティのプラザ・デ・トロスにて、ウリセス・スアレス・オルテガとスーパーフェザー級6回戦を行い、2回1分22秒KO勝ちを収めた。
2023年2月4日、ハリスコ州のグアダラハラにて、ホセ・ルイス・アルバレス・タラマンテスとスーパーフェザー級10回戦を行い、3回1分42秒TKO勝ちを収めた。
2023年3月11日、グアダラハラのギムナシオ・メキシコ・68にて、バレンティン・オルティスとスーパーフェザー級8回戦を行い、2回1分36秒TKO勝ちを収めた。
2023年5月3日、グアダラハラのエル・ドモ・デル・コード・ハリスコにて、オスバルド・サウル・ヌニェス・メディナとスーパーフェザー級10回戦を行い、2回1分1秒TKO勝ちを収めた。
2023年6月2日、テメキュラのペチャンガ・リゾート&カジノにて、エドゥアルド・バエスとフェザー級10回戦を行い、10回判定（97-92 × 3）の判定勝ちを収めた。
2023年11月18日、サンディエゴのフォー・ポイント・シェラトン・ホテルにて、ホセ・サントス・ゴンサレスとスーパーフェザー級8回戦を行い、1回1分19秒KO勝ちを収めた。
2024年5月18日、サンディエゴのペチャンガ・アリーナにて、エドガー・オルテガとフェザー級8回戦を行い、8回2分39秒KO勝ちを収めた。
2024年7月13日、ラスベガスのパルムズ・カジノ&リゾートにて、レオナルド・パディラとスーパーフェザー級8回戦を行い、1回1分43秒KO勝ちを収めた。
2024年9月14日、ラスベガスのT-モバイル・アリーナにてサウル・アルバレス 対 エドガー・ベラルンガの前座で、リチャード・メディナとスーパーフェザー級8回戦を行い、8回判定（80-71 × 3）の判定勝ちを収めた。

## 戦績
- プロボクシング：17戦 17勝 (12KO) 無敗

| 戦           | 日付           | 勝敗 | 時間    | 内容    | 対戦相手                               | 国籍           | 備考                              |
| ------------ | -------------- | ---- | ------- | ------- | -------------------------------------- | -------------- | --------------------------------- |
| 1            | 2020年11月19日 | ☆    | 1R 1:24 | KO      | エドウィン・サルシド・アグエロ         | メキシコ       | プロデビュー戦                    |
| 2            | 2020年12月19日 | ☆    | 1R 2:33 | TKO     | ブラルトン・ムニョス・ダビラ           | メキシコ       |                                   |
| 3            | 2021年4月16日  | ☆    | 6R      | 判定3-0 | オマール・サンティラン・マルケス       | メキシコ       |                                   |
| 4            | 2021年8月14日  | ☆    | 4R      | 判定3-0 | ビクトル・サラビア                     | アメリカ合衆国 |                                   |
| 5            | 2021年10月2日  | ☆    | 8R      | 判定3-0 | ホルへ・アマヤ・ディアス               | メキシコ       |                                   |
| 6            | 2021年12月18日 | ☆    | 3R 1:35 | TKO     | ホセ・アドルフォ・グラナドス           | メキシコ       | WBC世界フェザー級ユース王座決定戦 |
| 7            | 2022年6月10日  | ☆    | 1R 2:57 | TKO     | ホセ・ゴメス・サラス                   | メキシコ       |                                   |
| 8            | 2022年8月13日  | ☆    | 2R 2:09 | TKO     | アルフレド・ディアス・ミンハレス       | メキシコ       |                                   |
| 9            | 2022年10月22日 | ☆    | 2R 1:22 | KO      | ウリセス・スアレス・オルテガ           | メキシコ       |                                   |
| 10           | 2023年2月4日   | ☆    | 3R 1:42 | TKO     | ホセ・ルイス・アルバレス・タラマンテス | メキシコ       |                                   |
| 11           | 2023年3月11日  | ☆    | 2R 1:36 | TKO     | バレンティン・オルティス               | メキシコ       |                                   |
| 12           | 2023年5月3日   | ☆    | 2R 1:01 | TKO     | オスバルド・サウル・ヌニェス・メディナ | メキシコ       |                                   |
| 13           | 2023年6月2日   | ☆    | 10R     | 判定3-0 | エドゥアルド・バエス                   | メキシコ       |                                   |
| 14           | 2023年11月18日 | ☆    | 1R 1:19 | KO      | ホセ・サントス・ゴンサレス             | メキシコ       |                                   |
| 15           | 2024年5月18日  | ☆    | 8R 2:39 | KO      | エドガー・オルテガ                     | メキシコ       |                                   |
| 16           | 2024年7月13日  | ☆    | 1R 1:43 | KO      | レオナルド・パディラ                   | ベネズエラ     |                                   |
| 17           | 2024年9月14日  | ☆    | 8R      | 判定3-0 | リチャード・メディナ                   | アメリカ合衆国 |                                   |
| テンプレート |                |      |         |         |                                        |                |                                   |

## 獲得タイトル
- WBC世界フェザー級ユース王座